# Paul Dawson
Paul Dawson é um ator, DJ e escritor americano talvez mais conhecido por interpretar o prostituto suicida James, um dos principais personagens de Shortbus, um filme americano de comédia e drama de 2006, escrito e dirigido por John Cameron Mitchell.

## Carreira

### Shortbus
O filme Shortbus é conhecido por sua descrição explícita da atividade sexual, e, embora Dawson tenha participado de uma das cenas mais gráficas do filme, foi seu retrato da depressão que atraiu a atenção dos críticos. "O James de Dawson assombra", disse David Ansen, da Newsweek, "o gosto amargo de seu desespero parece real"; e um crítico da TV Guide disse que James e Jamie (interpretados por PJ DeBoy) foram talvez o "casal gay mais adorável de todos os tempos".

### Outros créditos cinematográficos
Em 1999, Dawson interpretou Tar em The Blur of Insanity, uma comédia underground escrita e dirigida por John Hussar sobre festas e uso de drogas na faculdade. No ano seguinte, ele interpretou um mensageiro de hotel em The Big Kahuna, estrelado por Kevin Spacey e Danny DeVito. Também em 2000, Dawson apareceu como o Homem Ensanguentado em Urbania, um drama independente baseado na peça Urban Folk Tales. Urbania estreou no Festival Sundance de Cinema de 2000 e foi visto em vários festivais de filmes LGBT. Naquele mesmo ano, Dawson interpretou um trapaceiro em "The Mountain King", um curta-metragem incluído na antologia com tema LGBT de 2001, Boys to Men.

### Créditos na televisão
Em 1999, Dawson apareceu no episódio piloto de Strangers with Candy, "Old Habits – New Beginnings", e também foi apresentado como "Derek Harland" no episódio "Hate" de Law & Order.

### "Mattachine"

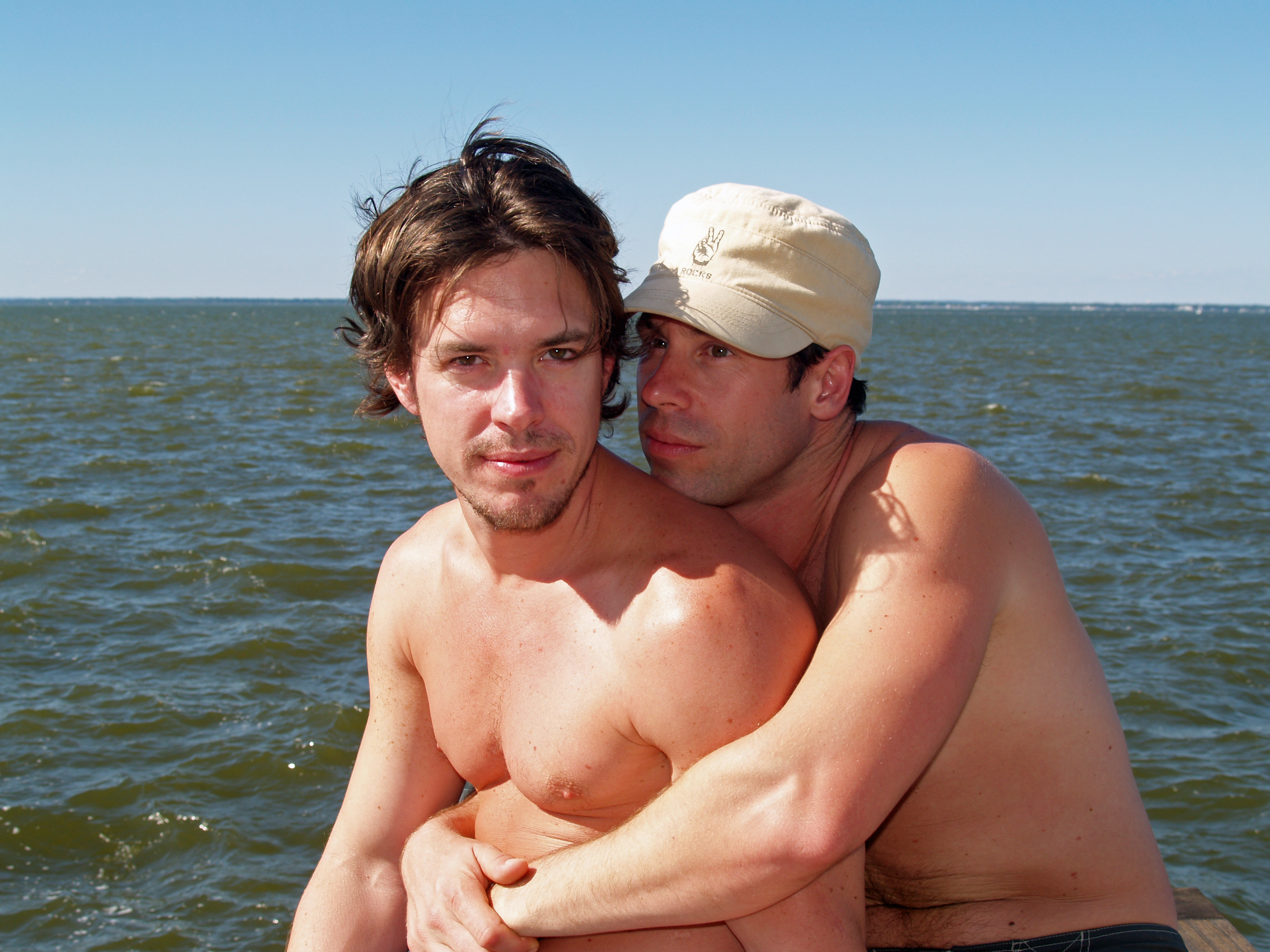
Paul Dawson (esquerda) com PJ DeBoy

Dawson é designer gráfico e DJ de festas de dança internacionais "Mattachine", que ele co-fundou em Nova York em 2008.

## Vida pessoal
Paul Dawson é um homossexual e vive em um relacionamento com o ator PJ DeBoy, que ele conheceu enquanto era seu parceiro no set de Shortbus, o filme de John Cameron Mitchell de 2006.